# Alvorada do Norte
Alvorada do Norte, amtlich portugiesisch Município de Alvorada do Norte, ist eine Kleinstadt im Nordosten des brasilianischen Bundesstaates Goiás. Sie liegt in der Ökoregion des Cerrado. Die Entfernung zur Hauptstadt Goiânia beträgt 460 km.
Die Gemeinde hat auf einer Fläche von 1259 km² nach der Volkszählung 2010 8084 Einwohner, die Alvoradenser oder Nordalvoradenser (portugiesisch alvoradense) genannt werden. Die Einwohnerzahl wurde nach der Schätzung des IBGE vom 1. Juli 2019 auf 8660 Ew. anwachsend geschätzt. Die Bevölkerungsdichte liegt bei 6,4 Personen pro km². Sie liegt an 104. Stelle der 246 Gemeinden Goiás.

## Stadtverwaltung
Bei den Kommunalwahlen 2012 wurde für die Amtszeit von 2013 bis 2016 David Moreira de Carvalho von der Partido da Social Democracia Brasileira (PSDB) wiedergewählt, der seit 2009 Stadtpräfekt ist.
Liste der Stadtpräfekten
- Hermeliano Alves de Brito (ernannt)
- Geraldo Simões Medeiros (ernannt)
- 1966–1970 Tertuliano Alves Bandeira (gewählt)
- 1970–1973 José Cardoso Filho
- 1974–1976 Marcionil Leandro de Souza
- 1977–1983 José Sevilha Filho
- 1984–1988 Lázaro Ferreira Gonçalves
- 1989–1992 Floripes Antônio Magalhães
- 1993–1996 José Sevilha Neto
- 1997–2000 Ilson José Tristão
- 2001–2008 Alessandro Moreira dos Santos
- 2009–2012 David Moreira de Carvalho (erste Amtszeit)
- 2013–2016 David Moreira de Carvalho (zweite Amtszeit)
- 2017–.... Iolanda Holiceni Moreira dos Santos (amtierend)

## Bevölkerungsentwicklung
Quelle IBGE (Angabe für 2019 ist lediglich eine Schätzung)

## Wirtschaft
Ihre Wirtschaft basiert überwiegend auf der Landwirtschaft und Viehzucht.